# 王百川
王百川（1960年2月1日—2010年2月28日），台灣彰化縣人，中华民国运动防护教育家，有「臺灣奧運金牌推手」之稱。

## 生平
早年毕业于輔仁大學生物系。后毕业于輔仁大學體育系。服完兵役後又重新插班考入體育系就讀，期間他參加田徑隊並且義務替田徑隊選手處理運動傷害協助選手們提昇運動成績。1989年5月參與了由中華民國運動傷害防護協會所舉辦的「第一期防護員訓練班」自此與台灣的運動傷害防護結下不解之緣。
國立體育學院（現為國立體育大學）體育研究所畢業。期間參與各項運動賽事的運動傷害防護工作，協助國家選手在國際奪牌。
1991起任教國立體育大學，積極培育運動傷害防護人才，協助台灣專項運動競賽的運動傷害防護工作，提升運動者的品質。
2009年11月發現罹患淋巴腺癌，於2010年2月辭世，享年52歲。

## 贡献
- 擔任1990北京亞運、1992巴塞隆納奧運、1993上海東亞運動會、海牙世界運動會、1994年廣島亞運、1995年福岡世大運、2007年曼谷世大運、1993~1998各項國際跆拳道之中華台北代表團隨隊運動傷害防護員。
- 所領導的運動傷害防護團隊曾細心照料奧運國手蘇麗文、陳詩欣、朱木炎等人。
- 擔任台灣運動傷害防護學會秘書長，為台灣運動防護領域建立多項重要制度，執行運動傷害防護員檢定與認證工作，並奉獻畢身所學積極培育運動傷害防護人才，協助台灣體壇培育更多頂尖運動選手。

## 著作
- 運動復健的教練指南

出版社：易利圖書, 出版日期：2009 ISBN： 9789572892763
- 泡綿滾筒FOAM ROLLER操作手冊

出版社：易利圖書, 出版日期：2008-08-01 ISBN：9868456509
- 運動貼紮與包紮(含DVD)

原作者:David H. Perrin
出版社：易利圖書, 出版日期：2007 ISBN：9789868289239
- 運動急救: 傷害預防與即時反應的教練指南

出版社：易利圖書, 出版日期：2006 ISBN：9868144981
- 生活寶背之道：健康背脊COME BACK

出版社：台視, 出版日期：2006-08-01 ISBN：9575657438

## 紀念
- 國立體育大學2011年將學校的防護室，採用王老師的名字命名。成為正式紀念場所，並感念他永恆的慈愛與無私付出。